# Yes (Pet Shop Boys)
Yes is het tiende studioalbum van de Pet Shop Boys. Xenomenia, een productieteam dat onder andere bekend is als producers van Girls Aloud, is verantwoordelijk voor de productie. Het album is op 23 maart 2009 uitgebracht op het Parlophone-label van EMI, als cd en download. Op 24 april 2009 wordt het album op lp uitgebracht.

## Tracks
De tracklist van het album:
1. Love etc. (3:32)
2. All over the world (3:51)
3. Beautiful people (3:42)
4. Did you see me coming? (3:41)
5. Vulnerable (4:47)
6. More than a dream (4:57)
7. Building a wall (3:50)
8. King of Rome (5:31)
9. Pandemonium (3:43)
10. The way it used to be (4:44)
11. Legacy (6:21)

## Singles
Van het album zijn twee singles uitgebracht:
- Love etc. (16 maart 2009)
- Did you see me coming? (1 juni 2009)

Naast deze twee singles verschijnt alleen in Duitsland ook het nummer Beautiful people op single.
In navolging op deze singles verscheen in december 2009 de ep Christmas. De hoofdtrack van deze 5 tracks tellende ep is een nieuwe versie van het nummer It doesn't often snow at Christmas uit 1997, maar er staat ook een nieuwe versie van de Yes-track All over the world op. Bij dat nummer wordt een officiële videoclip gemaakt met beelden uit de Pandemonium-tournee. De ep bereikt nummer 40 in de Engelse hitparade.

## Speciale uitgaven

### Yes, Pet Shop Boys etc.
Tegelijk met de reguliere uitgave is er een dubbel-cd uitgebracht met een bonus-cd getiteld Yes, Pet Shop Boys etc..
De bonus-cd is getiteld etc. en bevat één nieuw nummer (This used to be the future), waarop Philip Oakey van The Human League te horen is. De overige nummers op etc. zijn voornamelijk instrumentale dubmixen van Xenomenia en Pet Shop Boys-nummers van Yes.
De tracks op etc. zijn:
1. This used to be the future (5:13)
2. More than a dream (Magical dub) (6:10)
3. Pandemonium (The stars and the sun dub) (5:49)
4. The way it used to be (Left of love dub) (5:15)
5. All over the world (This is a dub) (5:21)
6. Vulnerable (Public eye dub) (5:17)
7. Love etc. (Beautiful dub) (6:23)

### Boxed Vinyl Limited Edition
Op 27 april 2009 wordt een bijzondere limited edition vinylbox uitgebracht in een beperkte oplage van 300 exemplaren. De box bevat elf 12 inchmaxisingles, een voor elke track van het album. De B-kant van elke 12 inch bevat de instrumentale versie van het betreffende nummer, die uniek is voor deze uitgave. Een twaalfde hoes bevat een genummerde en door de Pet Shop Boys gesigneerde print.
De box bestaat uit een handgemaakte perspexbox, met in goud de "tick" van het albumontwerp. De box bevat elf extra zware kwaliteit 200 gramvinylplaten. De hoezen van de platen zijn in de kleuren van de tick op de reguliere hoes. Door ze in de juiste volgorde te leggen, kan van de platen het logo van de reguliere hoes worden samengesteld.
De box was te bestellen voor 300 Engelse pond, maar was op de dag van bekendmaken reeds uitverkocht.

## Hitlijsten
| "Yes" in de Nederlandse Album Top 100 - binnen: 28-03-2009 | "Yes" in de Nederlandse Album Top 100 - binnen: 28-03-2009 | "Yes" in de Nederlandse Album Top 100 - binnen: 28-03-2009 | "Yes" in de Nederlandse Album Top 100 - binnen: 28-03-2009 | "Yes" in de Nederlandse Album Top 100 - binnen: 28-03-2009 | "Yes" in de Nederlandse Album Top 100 - binnen: 28-03-2009 | "Yes" in de Nederlandse Album Top 100 - binnen: 28-03-2009 | "Yes" in de Nederlandse Album Top 100 - binnen: 28-03-2009 | "Yes" in de Nederlandse Album Top 100 - binnen: 28-03-2009 |
| Week                                                       | 01                                                         | 02                                                         | 03                                                         | 04                                                         | 05                                                         | 06                                                         | 07                                                         |                                                            |
| ---------------------------------------------------------- | ---------------------------------------------------------- | ---------------------------------------------------------- | ---------------------------------------------------------- | ---------------------------------------------------------- | ---------------------------------------------------------- | ---------------------------------------------------------- | ---------------------------------------------------------- | ---------------------------------------------------------- |
| Nummer                                                     | 34                                                         | 77                                                         | 66                                                         | 63                                                         | 69                                                         | 82                                                         | 95                                                         | uit                                                        |

| "Yes" in de Vlaamse Ultratop 50 Albums - binnen: 28-03-2009 | "Yes" in de Vlaamse Ultratop 50 Albums - binnen: 28-03-2009 | "Yes" in de Vlaamse Ultratop 50 Albums - binnen: 28-03-2009 | "Yes" in de Vlaamse Ultratop 50 Albums - binnen: 28-03-2009 | "Yes" in de Vlaamse Ultratop 50 Albums - binnen: 28-03-2009 | "Yes" in de Vlaamse Ultratop 50 Albums - binnen: 28-03-2009 |
| Week                                                        | 01                                                          | 02                                                          | 03                                                          | 04                                                          |                                                             |
| ----------------------------------------------------------- | ----------------------------------------------------------- | ----------------------------------------------------------- | ----------------------------------------------------------- | ----------------------------------------------------------- | ----------------------------------------------------------- |
| Nummer                                                      | 92                                                          | 69                                                          | 95                                                          | 98                                                          | uit                                                         |

## Trivia
- Tegelijk met de opnames van Yes was de Britse meidengroep Girls Aloud eveneens met de opnames voor een nieuw album bezig, met Xenomania als bindende factor. Zo ontstond het idee voor een samenwerking, wat leidde tot het nummer The Loving Kind. Het nummer is geschreven door de Pet Shop Boys en Xenomania, en geproduceerd door Xenomania. Het is op 16 januari 2009 als single uitgebracht en bereikte de tiende plaats in de Engelse hitparade.
- Tracks 1, 6 and 10 zijn geschreven door Pet Shop Boys en Xenomania. Alle andere nummers zijn geschreven door Pet Shop Boys (op track 2 met wat hulp van Tsjaikovski).
- Johnny Marr (The Smiths) speelt gitaar op diverse nummers van het album.
- De orkestarrangementen op Beautiful people en Legacy zijn van Owen Pallett (Last Shadow Puppets, Final Fantasy).
- De inspiratie voor het bonusalbum etc. kwam van het dubalbum Love and Dancing van The Human League uit 1982.